# Gabriela David
Gabriela David est une réalisatrice argentine, née le 21 septembre 1960 à Mar del Plata et morte le 4 novembre 2010 à Buenos Aires.

## Biographie
Cela fait 30 ans qu'elle travaille dans l'industrie du cinéma argentin en tant qu'assistante de réalisation. Son court métrage Tren gaucho (1989) a remporté la récompense du meilleur court métrage ibero-américain au 31e Festival international du film de Bilbao (1989). Taxi, un encuentro est le premier film qu'elle a réalisé. Ce film a gagné deux prix importants : prix exceptionnel du jury Rajata Chakoram et le prix FiPresCi décerné par Fédération internationale de la presse cinématographique au 7e Festival international du film de Kerala 2002 (IFFK) à Trivandrum en Inde. Elle travaille actuellement à son prochain long métrage, La mosca en la ceniza.

## Filmographie
- 1989 : Tren gaucho (court métrage)
- 2001 : Taxi, un encuentro (long métrage)
- 2009 : La mosca en la ceniza (long métrage)